# Hansell (Iowa)
Hansell – miasto w Stanach Zjednoczonych, w stanie Iowa, w hrabstwie Franklin. W 2000 roku liczyło 96 mieszkańców.